# هانا بليك
هانا بليك (بالإنجليزية: Hannah Blake)‏ هي لاعبة كرة قدم نيوزيلندية، ولدت في 5 مايو 2000 في لندن في المملكة المتحدة.